# Goran Tribuson
 (octobre 2018).
Si vous disposez d'ouvrages ou d'articles de référence ou si vous connaissez des sites web de qualité traitant du thème abordé ici, merci de compléter l'article en donnant les références utiles à sa vérifiabilité et en les liant à la section « Notes et références ».
Goran Tribuson (Bjelovar, 1948 - ) est un écrivain croate, actif depuis 1972.

## Biographie
Son roman Le Cimetière englouti a donné lieu à un film en 2002 par Mladen Juran.

## Ouvrages
- Le Cimetière englouti (2002), édition Serge Safran,  (ISBN 979-10-90175-58-7)

## liens externes
- Ressource relative à l'audiovisuel :   - IMDb
- Notices dans des dictionnaires ou encyclopédies généralistes :   - Hrvatska Enciklopedija
  - Proleksis enciklopedija
- Notices d'autorité :   - VIAF
  - ISNI
  - IdRef
  - LCCN
  - GND
  - Pays-Bas
  - NUKAT
  - Tchéquie
  - WorldCat